# مديحة أنور
مديحة أنور  هي ممثلة مصرية.

## أعماله[3]
الحالة ج
2017 - مسلسل
حسن دليفري
2016 - فيلم
ستات قادرة
2016 - مسلسل
كلمة سر
2016 - مسلسل
إمبراطورية مين
2014 - مسلسل
أهل الهوى
2013 - مسلسل
ابن النظام
2012 - مسلسل
قضية معالي الوزيرة
2012 - مسلسل
الصيف الماضي
2010 - مسلسل
أيام الحب والشقاوة
2010 - مسلسل
رحيل مع الشمس
2010 - مسلسل
إن غاب القط
2009 - مسلسل
جنة ونار
2009 - مسلسل
حكايات البنات
2009 - مسلسل
الهاي سكول
2008 - مسلسل
رامي الاعتصامي
2008 - فيلم
شرف فتح الباب
2008 - مسلسل
في أيد أمينة
2008 - مسلسل
هيمه - أيام الضحك والدموع
2008 - مسلسل
دادة الصحفية ريم
الدالي ج1
2007 - مسلسل
الفريسة والصياد
2007 - مسلسل
عسكر و حرامية
2007 - مسلسل
عقدة ماما عزيزة
2007 - مسلسل
نادي القلوب الجريحة
2007 - مسلسل
الإمام المراغي
2006 - مسلسل
القاهرة ٢٠٠٠
2006 - مسلسل
امرأة من الصعيد الجواني
2006 - مسلسل
درب الطيب
2006 - مسلسل
شخلول
2006 - مسلسل
والحب أقوى
2006 - مسلسل
أرض الرجال
2005 - مسلسل
الجنون فنون
2005 - سهرة تليفزيونية
الرقص مع الزهور
2005 - مسلسل
الشارد
2005 - مسلسل
المنادي
2005 - مسلسل
المنصورية
2005 - مسلسل
أماكن في القلب
2005 - مسلسل
فاطمة
علمني الحب
2005 - فيلم
الجارة ١
قصاقيص ورق
2005 - مسلسل
قلب حبيبة
2005 - مسلسل
واحد كابوتشينو
2005 - فيلم
أحلام هند الخشاب
2004 - مسلسل
عفاريت السيالة
2004 - مسلسل
شقيقة حمادة
فرح
2004 - فيلم
فريسكا
2004 - مسلسل
لقاء السحاب
2004 - مسلسل
يا ورد مين يشتريك
2004 - مسلسل
قمر سبتمبر
2003 - مسلسل
أما بعد
2002 - مسلسل
أوراق مصرية ج2
2002 - مسلسل
لبيبة
حرس سلاح
2002 - مسلسل
ديدي ودوللي
2002 - مسلسل
طيور الشمس
2002 - مسلسل
أم طفلة مريضة بالكلي
إحنا أصحاب المطار
2001 - فيلم
نبوية الخاطبة
أسوار الظلم
2001 - مسلسل
البيضاء
2001 - مسلسل
خالف تعرف
2001 - مسلسل
مذكرات مراهقة
2001 - فيلم
الفسطاط
2000 - مسلسل
الكلام في الممنوع
2000 - فيلم
أمشير
2000 - مسلسل
نعمة
أوان الورد
2000 - مسلسل
أوبرا عايدة
2000 - مسلسل
صابحة
بيت العلالي
2000 - مسلسل
حلم العمر
2000 - مسلسل
سنوات الغضب
2000 - فيلم
سوق الرجالة
2000 - مسلسل
ليلة مقتل العمدة
2000 - مسلسل
أحلام سليمان
1999 - مسلسل
أوقات خادعة
1999 - مسلسل
خيانة
1999 - مسلسل
موظفة في شركة (سالم سلمان)
ع الحلوة والمرة
1999 - مسلسل
عشا العميان
1999 - مسرحية
لما التعلب فات
1999 - مسلسل
سيدة
أوراق مصرية ج1
1998 - مسلسل
رحلة في المجهول
1998 - مسلسل
لعبة الحياة (وداعا أيها الأمل)
1998 - مسلسل
ممرضة بالمستشفى
نحن لا نزرع الشوك
1998 - مسلسل
وجدان
ومنين أجيب ناس
1998 - مسلسل
الدنيا وما فيها
1997 - مسلسل
القبطان
1997 - فيلم
اللص الذي أحبه
1997 - مسلسل
الوهم
1997 - مسلسل
بوابة الحلواني ج3
1997 - مسلسل
حسنية
تفاحة يوسف
1997 - مسرحية
عباسية واحد
1997 - مسلسل
زوجة كمال
عفريت النهار
1997 - فيلم
عوضين وإمبراطورية عين
1997 - مسلسل
زينب
وجاري البحث عن شحتة
1997 - مسلسل
وفي الحياة حب آخر
1997 - سهرة تليفزيونية
أحلام الشباب
1996 - سهرة تليفزيونية
أحلام فستق
1996 - مسلسل
اغتيال
1996 - فيلم
سجينه هاربه
الجميلة والوحشين
1996 - مسرحية
الحفار
1996 - مسلسل
أمر إزالة
1996 - مسلسل
أيام الغربة
1996 - مسلسل
ترويض الشرسة
1996 - مسلسل
حواء والتفاحة
1996 - مسلسل
شقة الحرية
1996 - مسلسل
قطار الذكريات
1996 - سهرة تليفزيونية
لن أعيش في جلباب أبي
1996 - مسلسل
مدرسة عبد الوهاب
نصف ربيع الآخر
1996 - مسلسل
سلوى
أبو القاسم الطنبوري وإخوانه
1995 - مسلسل
الزيني بركات
1995 - مسلسل
الناس الطيبين
1995 - مسلسل
الوهم والسلاح
1995 - مسلسل
حكايات من حارتنا
1995 - مسلسل
عظمة يا ست
1995 - مسلسل
قشر البندق
1995 - فيلم
أرابيسك: أيام حسن النعماني
1994 - مسلسل
الاختبار
1994 - مسلسل
الجواز وسنينه
1994 - سهرة تليفزيونية
الخوف
1994 - سهرة تليفزيونية
بوابة الحلواني ج2
1994 - مسلسل
حسنية
رجال في العاصفة
1994 - مسلسل
صور ملونة
1994 - مسلسل
عزبة القرود
1994 - مسلسل
قلبي ليس في جيبي
1994 - مسلسل
كارت أحمر
1994 - فيلم
وتبقى الأحزان
1994 - مسلسل
أبرياء في المصيدة
1993 - مسلسل
أبناء ولكن
1993 - مسلسل
البحث عن زوج
1993 - مسلسل
الثعلب
1993 - مسلسل
الوعد الحق
1993 - مسلسل
درس العمر
1993 - مسلسل
شموع لا تنطفئ
1993 - سهرة تليفزيونية
عروس البحر
1993 - مسلسل
كلام رجالة
1993 - مسلسل
لعبة الفنجري
1993 - مسلسل
ألف ليلة وليلة
1992 - مسلسل
الوظيفة لا تزال في جيبي
1992 - مسرحية
أنا مين فيهم
1992 - مسرحية
أحلام المعلمة طماطم
1990 - فيلم
خمس نجوم
1990 - مسرحية
عازف الصخر
1990 - سهرة تليفزيونية
للآباء فقط
1989 - فيلم
أهلا بالأحلام
1988 - مسلسل
الضابط والمجرم
1987 - مسلسل
الممرضة
الإمام البخاري
1982 - مسلسل
شقلباظ
1982 - مسرحية
الاستجابة
0 - سهرة تليفزيونية
الشكل والمضمون
0 - سهرة تليفزيونية
الشيخ شيخة
0 - سهرة تليفزيونية
حكاية سلامة
0 - مسلسل
حكاية عزمي بيه
0 - سهرة تليفزيونية
دنيا وفيها العجب
0 - سهرة تليفزيونية
سارق أفكاري
0 - سهرة تليفزيونية
سلامات يا عمدة
0 - مسلسل - اذاعي
شعار مدرسة الانسة حميدة
0 - مسرحية
عباد الرحمن
0 - مسلسل
قلوب عطشى
0 - مسلسل
نداء الفجر
0 - مسلسل